# William Maginn
William Maginn, né le 10 juillet 1794 à Cork (Irlande) et mort le 21 août 1842 à Walton-on-Thames (Angleterre), est un journaliste, poète et écrivain irlandais. Il est surtout connu pour ses articles de critique littéraire. Il laisse, parfois sous le pseudonyme Sir Morgan O'Doherty, une œuvre assez abondante mais peu marquante dans les annales de la littérature. Il a servi de modèle pour le personnage du Captain Shandon de Pendennis, et sa fin tragique pour celle du héros de Mémoires de Barry Lyndon, romans de William Makepeace Thackeray.

## Vie et carrière

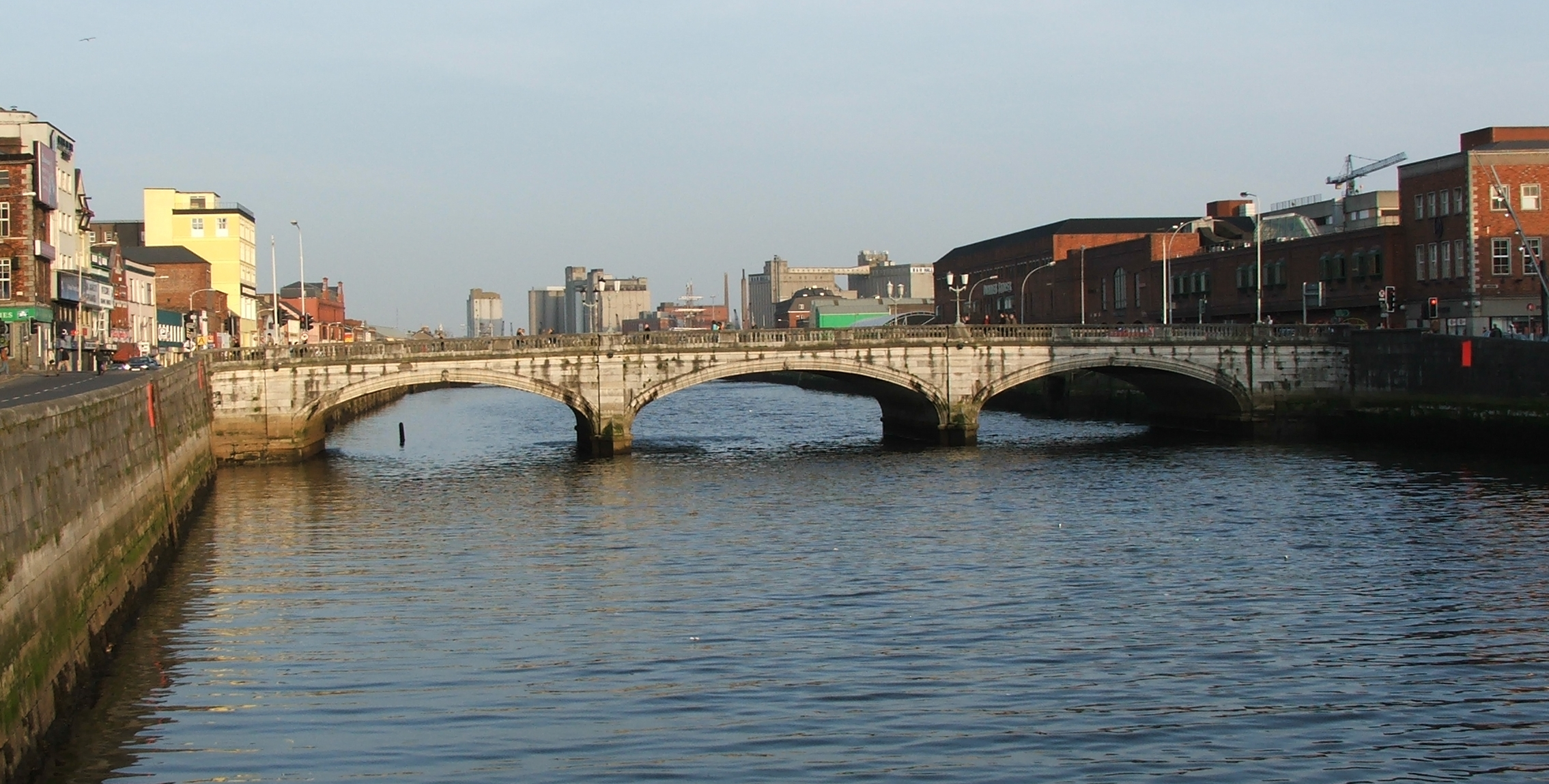
Vue de Cork où William Maginn est né.

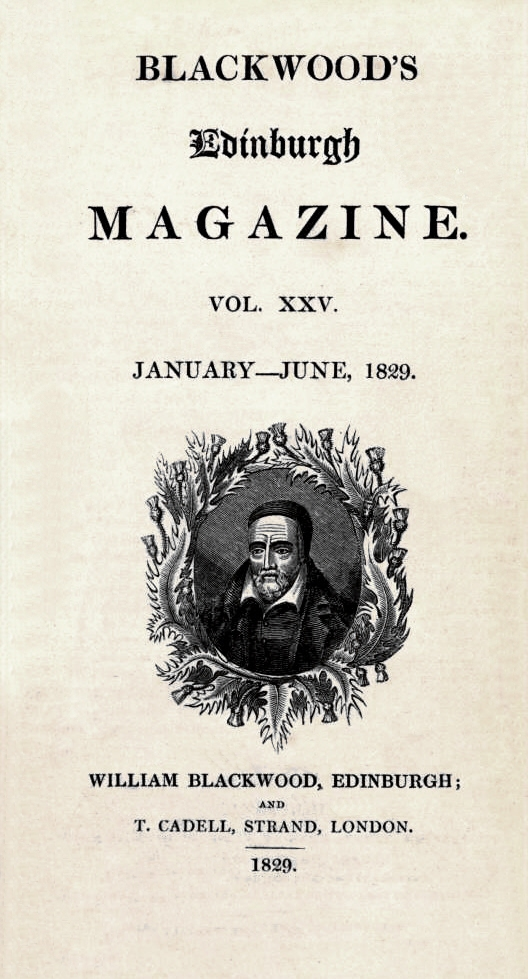
Blackwood's Magazine auquel William Maginne a collaboré.

Il collabore d'abord à la revue Blackwood's Edinburgh Magazine, puis, après un séjour à Londres de 1824 à 1826, devient correspondant à Paris en 1826 du The Representative, journal fondé par l'éditeur John Murray, dont la carrière est relativement brève. L'année suivante, il contribue à la création du Standard, organe de presse ultra tory, dont il assure la rédaction avec la collaboration d'un de ses condisciples de Trinity College, Stanley Lees Giffard. Il collabore également à l'hebdomadaire The Age, journal à scandale paraissant le dimanche. En 1830, il pousse à la création du Fraser's Magazine dont il devient l'un des plus chauds partisans. Ses Homeric Ballads (Ballades d'Homère) reçoivent un accueil louangeur de la part de la critique et sont régulièrement publiées dans la revue de 1839 à 1842. Lors du lancement en 1837 du Bentley's Miscellany, avec pour premier rédacteur en chef Charles Dickens qui y commence cette même année la publication en feuilleton de son roman Oliver Twist, Maginn écrit le « Prologue » en guise de préface et y publie pendant plusieurs années une série de Shaskespeare Papers qui s'efforcent d'explorer les personnages shakespeariens selon une approche rationnelle. Ainsi Falstaff est examiné par le biais de sa mélancolie, considérée comme l'ingrédient premier de sa personnalité. Indépendamment de cette activité journalistique, il écrit quelques courtes œuvres de fiction habilement conçues et des contes, par exemple The Man in the Bell (L'homme dans la cloche) publié dans le Blackwood's en 1821, ou Welch Rabbits ( Lapins gallois), parus dans Bentley's en 1842.

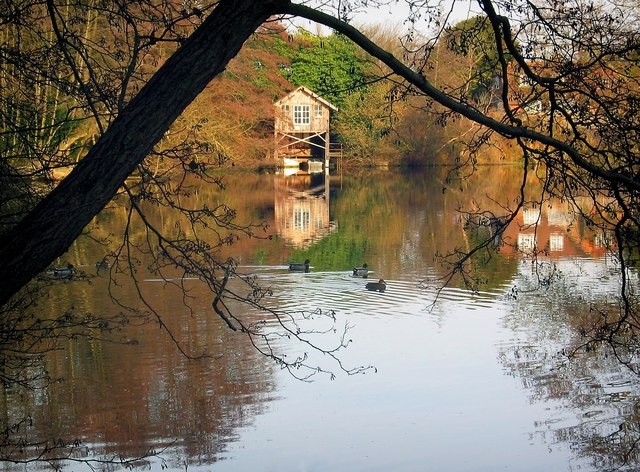
Paysage du Surrey où William Maginn a passé les derniers mois de sa vie.

En 1836, il se bat en duel avec le député Grantley Berkeley ; trois coups sont tirés sans que personne soit touché. C'est Maginn qui a provoqué ce duel à la suite des attaques du député à l'encontre de James Fraser du Fraser's Magazine, irrité qu'il est par le compte-rendu peu favorable que Maginn fait de son roman Berkeley Castle.
William Maginn est l'un des plus brillants chroniqueurs de son temps ; pourtant, il ne laisse que peu d'œuvres marquantes. Sa dernière année est peu glorieuse ; rattrapé par sa prodigalité, il se retrouve en 1842 dans la prison pour dettes de la Fleet, d'où il ne ressort, rongé par la tuberculose, que grâce à la Loi sur les Débiteurs insolvables (Insolvent Debtor's Act). Il meurt dans la plus grande pauvreté au mois d'août de cette même année à Walton-on-Thames, laissant son épouse Ellen, ses deux filles Annie et Ellen, et son fils John.
William Makepeace Thackeray l'a pris pour modèle de son personnage Captain Shandon dans Pendennis (1848), et sa triste fin l'a inspiré pour celle de son héros Barry Lyndon (Mémoires de Barry Lyndon, 1844 / 1856) qui termine lui aussi ses jours à la Fleet. Thackeray évoque Maginn alors qu'il lit un hommage nécrologique paru dans le Fraser's Magazine à l'époque où Barry Lyndon commence à être publié et qu'il est loin d'en avoir achevé le manuscrit. Il commente l'événement en disant : « Maginn, beau sujet pour moraliser » (« Maginn, a famous subject for moralising »).

## Publications
- (en) Whitehall, or The Days of George IV, Londres, W. Marsh, 1827, roman.
- (en) Memoirs of Vidocq, 4 volumes, Londres, Hunt & Clarke, 1828, traduction du français.
- (en) Tales of Military Life, 3 volumes, Londres, H. Colburn, 1829.
- (en) Memoirs of Madame Du Barri, Londres, Whittaker, 1830, traduction du français.
- (en) En collaboration, Fisher’s Drawing Room Scrap Book, Londres, Fisher, 1832, illustrations poétiques de L[etitia] E[lizabeth] L[andon], Magazine Miscellanies, 1841.
- (en) John Manesty, The Liverpool Merchant, 2 volumes, Londres, J. Mortimer, 1844, posthume, roman, illustrations de George Cruikshank.
- (en) Maxims of Sir Morgan O’Doherty, Bart., Édimbourg et Londres, W. Blackwood & Sons, 1849, posthume, 138 p., d'abord en collaboration avec Lockhart et W. H. Forbes, Blackwood’s, mai-septembre 1849.
- (en) The Shakespeare Papers, Bentley's, 1859, posthume, Cambridge University Press, 2009,  (ISBN 9781108000246).
- (en) Homeric Ballads, traduction et notes de William Maginn, Londres, John W. Parker, posthume, 1850, posthume, xx, 300 p., préface de John Churchill, texte en grec ancien en regard, d'abord publié par Fraser’s, XI-XXVII, 1838.
- (en) Noctes Ambrosianae, par John Wilson, William Maginn, J. G. Lockhart, James Hogg et al, New York, 1854, posthume, d'abord publié par Blackwood’s.
- (en) Miscellaneous Writings of the Late Dr. Maginn, ed. Dr Shelton Mackenzie, 5 volumes, New York, Redfield, 1855-1857, posthume, Vols. I, II, ‘'The O’Doherty Papers'’, 1855. 
  - Volume III, The Shakespeare papers'’, 1856, posthume, 363 p. 
  - Volume IV, Homeric Ballads and Translations and Comedies of Lucian’', Fraser’s, XIX-XXI, 1856, posthume, 342 p. 
  - Volume V, The Fraserian Papers, publié aussi dans Fraser’s.
- (en) Photographic Similes of the antique Gems Formerly Possessed by the Late Princess Poniatowski, avec description et illustrations poétiques, gravures des gemmes par James Prendeville, avec l'aide de William Maginn, Londres, Longman & co., 1er semestre 1857, posthume, 2e semestre 1858, posthume.
- (en) Shakespeare Papers, Pictures Grave and Sad, Londres, R. Bentley 1859, posthume, 368 pp. [Nouvelle édition en 1860) et Londres, Cambridge University Press, 2009,  (ISBN 9781108000246).
- (en) A Gallery of Illustrious Characters, [...] accompanied by Notices Chiefly by the late William Maginn LLD, Londres, Chatto & Windus, 1873, incluant ‘'Mrs. S. C. Hall [et al.], du Fraser’s Magazine, 1830-1838.
- (en) Ten Tales, Londres, Partridge, 1933.
- (en) Irish Songs, Blackwood’s Magazine, Volume 17, p. 318.